# Squaramid
Squaramid je organická sloučenina se vzorcem O2C4(NH2)2, derivát kyseliny kvadrátové, odvozený náhradou dvou OH skupin NH2. Jako squaramidy se označují také jeho deriváty, u kterých je alespoň jeden atom vodíku nahrazen organickým substituentem. Díky rovinné struktuře mohou být tyto sloučeniny využity jako donory vodíkových vazeb v supramolekulární chemii a organické katalýze.
Squaramidy mají 10-50krát vyšší afinitu k halogenidům než thiomočoviny.
Squaramid se připravuje amonolýzou diesterů kyseliny kvadrátové:
O2C4(OEt)2 + 2 NH3 → O2C4(NH2)2 + 2 EtOH
Podobně se připravují také N-substituované squaramidy, pouze se místo amoniaku používají aminy.

## Squaramidy a tuberkulóza
Squaramidy mohou fungovat jako antituberkulotika - inhibují energetický metabolismus původce tuberkulózy (bakterie Mycobacterium tuberculosis). Biologickým cílem squaramidů je mykobakteriální ATP syntáza, přesněji rozhraní podjednotek a/c, do kterého se naváží, čímž dochází k inhibici energetického metabolismu bakterie, která následně hyne.
Jedná se o poměrně bezpečný přístup, protože mezi mykobakteriální a lidskou ATP syntázou existují velké strukturní rozdíly, a vlastní energetický metabolismus nakaženého jedince tedy inhibován není.

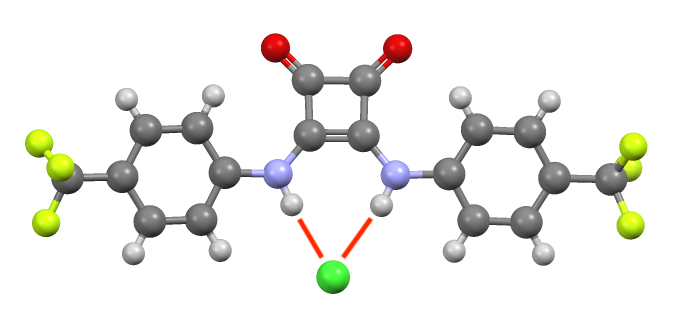
Interakce chloridových iontů se squararmidem O_{2}C_{4}(NH(C_{6}H_{4}CF_{3})_{2}; je vidět rovinnost molekuly squaramidu.